# Abronia ochoterenai
Abronia ochoterenai (абронія Очотерени) — вид веретільницеподібних ящірок родини веретільницевих (Anguidae). Мешкає в Мексиці і Гватемалі. Вид названий на честь мексиканського біолога Ісаака Очотерени.

## Поширення і екологія
Абронії Очотерени мешкають в горах на північному сході мексиканського штату Чіапас в сусідніх районах Гватемали. Вони живуть в гірських хмарних лісах, на висоті від 1800 до 2300 м над рівнем моря. Ведуть деревний спосіб життя.